# Pascal Lainé
Pascal Lainé (* 10. Mai 1942 in Anet, Département Eure-et-Loir; † 30. Dezember 2024 in Paris) war ein französischer Schriftsteller.

## Leben und Wirken
In seiner Kindheit war Lainé oft krank. Während dieser Zeit entdeckte er für sich die Romane von Alexandre Dumas und Victor Hugo. Bereits als Schüler entwickelte er ein Interesse für Philosophie und las Texte u. a. von Martin Heidegger, Immanuel Kant und Maurice Merleau-Ponty.
Über die Philosophie begann er auch, sich für Karl Marx (→Marxismus) zu interessieren, und nach Englisch lernte Lainé Russisch, um – nach eigenem Bekunden – die Klassiker, allen voran aber Dostojewski und Tschechow im Original lesen zu können.
Lainé studierte u. a. Philosophie an der École normale supérieure (ENS) von Saint-Cloud (Département Hauts-de-Seine). Nach erfolgreichem Abschluss seines Studiums bekam er eine Anstellung als Lehrer am Lycée technique von Saint-Quentin (Département Aisne). Nach einer Beförderung wechselte er nach Paris an das Lycée Louis-le-Grand. 1974 ging er nach Villetaneuse (Département Seine-Saint-Denis) an das Institut universitaire de technologie.
1972 konzipierte und leitete Lainé eine soziologische Untersuchung zur Identität der französischen Frauen. Hierzu befragte eine Forschergruppe 1100 Frauen. Die Ergebnisse und Schlussfolgerungen der Untersuchung sind Inhalt seiner Publikation La femme et ses images. In direktem Zusammenhang mit ihnen steht auch Lainés Roman La Dentellière, für den er den Prix Goncourt erhielt.
Als langjähriges Mitglied des  französischen Autoren- und Komponistenverbands Société des auteurs et compositeurs dramatiques (SACD) fungierte er auch einige Zeit als dessen Geschäftsführer.

## Ehrungen
- 1971 Prix Médicis für seinen Roman L'Irrévolution
- 1974 Prix Goncourt für seinen Roman La Dentellière

## Werke

### Romane
- B comme Barabbas. Gallimard, Paris 1967.
- L’irrévolution. Gallimard, Paris 1971.
  - Irrevolution. Deutsch von Eva Schewe. Neues Leben, Berlin 1974.
- La dentellière. Gallimard, Paris 1974.
  - Die Spitzenklöpplerin. Deutsch von Eva Schewe. Neues Leben, Berlin 1976; Rowohlt, Reinbek 1978, ISBN 3-499-14360-7.
- Si on partait ... Gallimard, Paris 1978.
  - Wenn man wegginge ... Deutsch von Eva Schewe. Neues Leben, Berlin 1980.
- L’eau du miroir. Mercure de France, Paris 1979.
- Terre des ombres. Gallimard, Paris 1982.
- Dîner d’adieu. Laffont, Paris 1984.
  - Das Abschiedsdiner. Liebesroman. Deutsch von Adelheid Witt. Aufbau, Berlin 1993, ISBN 3-7466-1002-8.
- Jeanne du bon plaisir, ou Les hasards de la fidélité. Denoël, Paris 1984.
  - Der Liebe bittersüße Plagen. Deutsch von Jürgen Abel. Rowohlt, Reinbek 1985, ISBN 3-499-15662-8; Neuausgabe ebd. 2018, ISBN 978-3-688-11316-3.
- Tendres Cousines. Gallimard, Paris 1979.
  - Zärtliche Cousinen. Deutsch von Laureen Carnevale. Rowohlt, Reinbek 1981, ISBN 3-499-14743-2.
- La moitié du bonheur. Fayard, Paris 1988/94:

1. Les petites égarées. 1988.
2. La semaine anglaise. 1994.

- Elena. Pré aux Clercs, Paris 1989.
  - Elena. Deutsch von Elisabeth Fruth. Bollmann, Bensheim 1993; Fischer Taschenbuchverlag, Frankfurt am Main 1995, ISBN 3-596-12538-3.
- Dialogues du désir. Laffont, Paris 1992.
- L’incertaine. LGF, Paris 1993.
- Collision fatale. Stock, Paris 1994.
- Comme une image. Stock, Paris 1997.
- Anaïs nue. Lattès, Paris 1999.
- À croquer. Fayard, Paris 2000.
- Derniers jours avant fermeture. Fayard, Paris 2001.
- Le mystère de la Tour Eiffel. Michel, Paris 2005.

### Kriminalromane
- Plutôt deux fois qu’une. Ramsay, Paris 1985.
- Trois petits meurtres et puis s’en va. Ramsay, Paris 1985.
- L’assassin est une légende. Ramsay, Paris 1987.
- Monsieur vous obliez votre cadavre. Gallimard, Paris 1990.
- Les enquêtes de l’inspecteur Lester. Stock, Paris 1998, ISBN 2-234-04997-0 (Sammelband mit allen vier Romanen).

### Romanbiographien
- Fleur de pavé. Roman sur un thème d’Aristide Bruant. Fayard, Paris 1996.
- Casanova. Dernier amour. LGF, Paris 2002.
- La presque reine. Édition de Fallois, Paris 2003 (über Mme Du Barry)

### Erzählungen
- Il ne s’est rien passé. Fayard, Paris 1998.

### Essays
- La femme et ses images. Stock, Paris 1974.
- Si j’ose dire. Entretiens avec Jérôme Garcin. Mercure de France, Paris 1982.
- Le commerce des apparences. Fayard, Paris 1997.
- Sacré Goncourt! Fayard, Paris 2000.
- Traité de nudité. Fayard, Paris 2005.
- Un clou chasse l’autre, ou La vie d’artiste. Édition Punctum, Paris 2006.
- Maman, quand je serai grand je veux être patron du CAC 40. Gutenberg, Paris 2008.
- Nude Attitude, 2008.

### Drehbücher
- Christian Gion (Regie): Im Garten der Qualen. 1976 (nach dem Roman Le jardin des supplices von Octave Mirbeau)
- Jérôme Foulon (Regie): Été brulant. 1995 (nach einem Roman von Eduard von Keyserling).
- Jean-Louis Benoît (Regie): La fidèle infidèle. 1995 (nach einer Kurzgeschichte von D. H. Lawrence).

### Theaterstücke
- Capitaine Bringuier. Édition Avant-Scène, Paris 1998.
- Théatre. 1993–1999. Fayard, Paris 2000, ISBN 2-213-59286-1.

## Verfilmungen
- Claude Goretta (Regie): Die Spitzenklöpplerin. 1977 (nach dem Roman La dentellière).
- David Hamilton (Regie): Zärtliche Cousinen. 1980 (nach dem Roman Tendres Cousines).
- Simon Brook (Regie): Der Turm des Monsieur Eiffel. 2005 (frei nach dem Roman Le mystère de la Tour Eiffel).